# Градови у Јужном Судану
Јужни Судан је република у централној Африци чији је главни град Џуба. Подељена је на десет вилајета који имају своје административне центре. Већи градови су и Вав, Малакал, Јамбјо и др.

## Списак градова
| Град       | Локални назив(и) | Вилајет               | Број становника |
| ---------- | ---------------- | --------------------- | --------------- |
| Авејл      | ,                | Северни Бахр ел Газал | 40.054          |
| Бентију    | ,                | Ел Вахда              | 6.508           |
| Бор        | ,                | Џонглеј               | 21.362          |
| Вау        | ,                | Западни Бахр ел Газал | 136.932         |
| Вараб      | ,                | Вараб                 | 10.000          |
| Гогријал   | ,                | Вараб                 | 33.129          |
| Јамбјо     | ,                | Западна Екваторија    | 31.586          |
| Јеј        |                  | Централна Екваторија  | 171.412         |
| Јирол      |                  | Ел Бухајрат           | 8.890           |
| Каго Каџу  |                  | Централна Екваторија  | без података    |
| Капоета    | ,                | Источна Екваторија    | 6.308           |
| Квајок     | ,                | Вараб                 | 1.000           |
| Малакал    | ,                | Горњи Нил             | 165.637         |
| Мариди     |                  | Западна Екваторија    | 11.090          |
| Насир      | الناصر,‎ Nasir               | Горњи Нил             | 20.000          |
| Нимуле     |                  | Источна Екваторија    | 45.000          |
| Пачела     | ,                | Џонглеј               | без података    |
| Пибор Пост | ,                | Џонглеј               | без података    |
| Рага       | ,                | Западни Бахр ел Газал | 18.970          |
| Ренк       | ,                | Горњи Нил             | 20.428          |
| Румбек     | ,                | Ел Бухајрат           | 100.000         |
| Тонг       |                  | Џонглеј               | без података    |
| Тонџ       |                  | Вараб                 | 17.338          |
| Торит      |                  | Источна Екваторија    | 17.957          |
| Тумбура    |                  | Западна Екваторија    | 7.436           |
| Џуба       | ,                | Централна Екваторија  | 172.730         |